# Nereus och Achilleus
Nereus och Achilleus var två romerska soldater som i slutet av 100-talet konverterade till kristendomen och led martyrdöden i Rom. Nereus och Achilleus halshöggs, när de vägrade att offra till de hedniska romerska gudarna.